# Polnische Mannschaftsmeisterschaft im Schach 1959
Die polnische Mannschaftsmeisterschaft im Schach 1959 war die 15. Austragung dieses Wettbewerbs. Polnischer Mannschaftsmeister wurde die Mannschaft von KKS Polonia Warszawa, die den Titelverteidiger KS Start Katowice auf den zweiten Platz verwies.
Zu den Mannschaftskadern siehe Mannschaftskader der polnischen Mannschaftsmeisterschaft im Schach 1959.

## Modus
Für die Vorrunde hatten sich in den Meisterschaften der Woiwodschaften 21 Mannschaften qualifiziert, diese spielten in vier regionalen Gruppen jeweils ein einfaches Rundenturnier. Die vier Gruppensieger spielten zwei Startplätze für die Endrunde aus, für welche außerdem die ersten Zehn der polnischen Mannschaftsmeisterschaft 1958 vorberechtigt waren.
Über die Platzierung entschied in der Vorrunde zunächst die Anzahl der Mannschaftspunkte (zwei Punkte für einen Sieg, ein Punkt für ein Unentschieden, kein Punkt für eine Niederlage), anschließend die Anzahl der Brettpunkte (ein Punkt für einen Sieg, ein halber Punkt für ein Remis, kein Punkt für eine Niederlage), in der Endrunde zunächst die Zahl der Brettpunkte, anschließend die Zahl der Mannschaftspunkte. Die Mannschaftsstärke betrug in der Vorrunde sieben Bretter (dabei musste am siebten Brett eine Frau aufgestellt werden), in der Endrunde acht Bretter (mit einem Jugendlichen am siebten und einer Frau am achten Brett).

## Termine und Spielort
Die regionalen Vorgruppen wurden vom 11. bis 15. Januar gespielt, Austragungsorte waren Toruń (Nord), Lublin (Ost), Katowice (Süd) und Poznań (West). Das Qualifikationsturnier für die Endrunde fand vom 15. bis 17. Februar in Kraków statt, die Endrunde wurde dezentral bei den beteiligten Mannschaften gespielt, die Termine waren der 25. bis 27. April, 9., 10. und 31. Mai, 21. Juni, 10., 11.,17. und 18. Oktober.

## Vorrunde

### Gruppe Ost

#### Abschlusstabelle
| Pl. | Verein              | Sp | MP  | Brett-P.  |
| --- | ------------------- | -- | --- | --------- |
| 01. | RzKS Juvenia Kraków | 4  | 8:0 | 20,5:7,5  |
| 02. | MKS Start Lublin    | 4  | 5:3 | 16,0:12,0 |
| 03. | SKS Start Łódź      | 4  | 4:4 | 13,5:14,5 |
| 04. | KS Baildon Katowice | 4  | 3:5 | 12,5:15,5 |
| 05. | KS Ruch Rzeszów     | 4  | 0:8 | 7,5:20,5  |

#### Entscheidungen
|  | Teilnehmer am Qualifikationsturnier zur Endrunde: RzKS Juvenia Kraków |

### Gruppe West

#### Abschlusstabelle
| Pl. | Verein                            | Sp | MP   | Brett-P.  |
| --- | --------------------------------- | -- | ---- | --------- |
| 01. | LKS Pogoń Wrocław                 | 5  | 9:1  | 22,0:13,0 |
| 02. | WKS Grunwald Poznań               | 5  | 8:2  | 26,0:9,0  |
| 03. | KS Concordia Piotrków Trybunalski | 5  | 5:5  | 16,5:18,5 |
| 04. | KS Czarni Szczecin                | 5  | 4:6  | 15,0:20,0 |
| 05. | GKS Gliwice                       | 5  | 4:6  | 14,0:21,0 |
| 06. | KS Czarni Słupsk                  | 5  | 0:10 | 11,5:23,5 |

#### Entscheidungen
|  | Teilnehmer am Qualifikationsturnier zur Endrunde: LKS Pogoń Wrocław |

### Gruppe Nord

#### Abschlusstabelle
| Pl. | Verein               | Sp | MP  | Brett-P. |
| --- | -------------------- | -- | --- | -------- |
| 01. | KS Społem Łódź       | 3  | 5:1 | 15,5:5,5 |
| 02. | MKSŁ Konradia Gdańsk | 3  | 5:1 | 14,5:6,5 |
| 03. | RKS Ursus Warszawa   | 3  | 2:4 | 12,0:9,0 |
| 04. | KS Pomorzanin Toruń  | 3  | 0:6 | 0,0:21,0 |

Anmerkung: Toruń wurde wegen Regelverstößen disqualifiziert.

#### Entscheidungen
|  | Teilnehmer am Qualifikationsturnier zur Endrunde: KS Społem Łódź |

### Gruppe Süd

#### Abschlusstabelle
| Pl. | Verein             | Sp | MP   | Brett-P.  |
| --- | ------------------ | -- | ---- | --------- |
| 01. | KS Konstal Chorzów | 5  | 10:0 | 30,0:5,0  |
| 02. | AZS Kraków         | 5  | 6:4  | 19,5:15,5 |
| 03. | KKS Lech Poznań    | 5  | 6:4  | 18,0:17,0 |
| 04. | LKSz Legnica       | 5  | 5:5  | 16,5:18,5 |
| 05. | SKS Start Bytom    | 5  | 3:7  | 12,5:22,5 |
| 06. | SRzKS Start Radom  | 5  | 0:10 | 2,5:32,5  |

#### Entscheidungen
|  | Teilnehmer am Qualifikationsturnier zur Endrunde: KS Konstal Chorzów |

### Qualifikationsturnier zur Endrunde

#### Abschlusstabelle
| Pl. | Verein              | Sp | G | U | V | MP  | Brett-P. |
| --- | ------------------- | -- | - | - | - | --- | -------- |
| 01. | LKS Pogoń Wrocław   | 3  | 2 | 1 | 0 | 5:1 | 12,0:9,0 |
| 02. | KS Konstal Chorzów  | 3  | 1 | 2 | 0 | 4:2 | 12,5:8,5 |
| 03. | RzKS Juvenia Kraków | 3  | 1 | 1 | 1 | 3:3 | 12,0:9,0 |
| 04. | KS Społem Łódź      | 3  | 0 | 0 | 3 | 0:6 | 5,5:15,5 |

#### Entscheidungen
|  | qualifiziert für die Endrunde: LKS Pogoń Wrocław, KS Konstal Chorzów |

#### Kreuztabelle
| Ergebnisse | Ergebnisse          | 01. | 02. | 03. | 04. |
| ---------- | ------------------- | --- | --- | --- | --- |
| 01.        | LKS Pogoń Wrocław   |     | 3½  | 4½  | 4   |
| 02.        | KS Konstal Chorzów  | 3½  |     | 3½  | 5½  |
| 03.        | RzKS Juvenia Kraków | 2½  | 3½  |     | 6   |
| 04.        | KS Społem Łódź      | 3   | 1½  | 1   |     |

## Endrunde

### Abschlusstabelle
| Pl. | Verein                  | Sp | G | U | V | Brett-P.  | MP   |
| --- | ----------------------- | -- | - | - | - | --------- | ---- |
| 01. | KKS Polonia Warszawa    | 11 | 7 | 1 | 3 | 54,5:33,5 | 15:7 |
| 02. | KS Start Katowice (M)   | 11 | 8 | 2 | 1 | 53,0:35,0 | 18:4 |
| 03. | ŁKS Łódź                | 11 | 8 | 1 | 2 | 51,0:37,0 | 17:5 |
| 04. | KKS Hetman Wrocław      | 11 | 6 | 3 | 2 | 49,5:38,5 | 15:7 |
| 05. | KKSz WDK Kraków         | 11 | 5 | 4 | 2 | 49,5:38,5 | 14:8 |
| 06. | RKS Drukarz Warszawa    | 11 | 6 | 2 | 3 | 45,0:43,0 | 14:8 |
| 07. | KS Portowiec Gdańsk     | 11 | 3 | 2 | 6 | 43,0:45,0 | 8:14 |
| 08. | LKS Pogoń Wrocław       | 11 | 3 | 3 | 5 | 42,5:45,5 | 9:13 |
| 09. | WKSz Legion Warszawa    | 11 | 4 | 1 | 6 | 39,0:49,0 | 9:13 |
| 10. | KS Konstal Chorzów      | 11 | 3 | 2 | 6 | 37,5:50,5 | 8:14 |
| 11. | BKS Budowlani Bydgoszcz | 11 | 1 | 1 | 9 | 34,0:54,0 | 3:19 |
| 12. | GKS Bytom               | 11 | 0 | 2 | 9 | 28,5:59,5 | 2:20 |

### Entscheidungen
|     | Polnischer Mannschaftsmeister: KKS Polonia Warszawa |
|     | qualifiziert für die Endrunde der polnischen Mannschaftsmeisterschaft 1960: KS Start Katowice, ŁKS Łódź, KKS Hetman Wrocław, KKSz WDK Kraków, RKS Drukarz Warszawa, KS Portowiec Gdańsk, LKS Pogoń Wrocław, WKSz Legion Warszawa (die Mannschaft von KKS Polonia Warszawa wurde aufgelöst) |
| (M) | Meister der letzten Saison |

### Kreuztabelle
| Ergebnisse | Ergebnisse              | 01. | 02. | 03. | 04. | 05. | 06. | 07. | 08. | 09. | 10. | 11. | 12. |
| ---------- | ----------------------- | --- | --- | --- | --- | --- | --- | --- | --- | --- | --- | --- | --- |
| 01.        | KKS Polonia Warszawa    |     | 3½  | 5½  | 3½  | 4   | 3½  | 4½  | 5   | 7   | 6½  | 6   | 5½  |
| 02.        | KS Start Katowice       | 4½  |     | 4   | 4½  | 5   | 3½  | 4½  | 5   | 4   | 6½  | 6   | 5½  |
| 03.        | ŁKS Łódź                | 2½  | 4   |     | 3½  | 4½  | 5½  | 4½  | 4½  | 6   | 5½  | 6   | 4½  |
| 04.        | KKS Hetman Wrocław      | 4½  | 3½  | 4½  |     | 4   | 3½  | 6½  | 4   | 4½  | 4½  | 6   | 4   |
| 05.        | KKSz WDK Kraków         | 4   | 3   | 3½  | 4   |     | 4½  | 4   | 6   | 5   | 5   | 6½  | 4   |
| 06.        | RKS Drukarz Warszawa    | 4½  | 4½  | 2½  | 4½  | 3½  |     | 2½  | 4   | 5   | 4   | 5   | 5   |
| 07.        | KS Portowiec Gdańsk     | 2½  | 3½  | 3½  | 1½  | 4   | 5½  |     | 2   | 3½  | 4   | 5   | 8   |
| 08.        | LKS Pogoń Wrocław       | 3   | 3   | 3½  | 4   | 2   | 4   | 6   |     | 3   | 5½  | 4   | 4½  |
| 09.        | WKSz Legion Warszawa    | 1   | 4   | 2   | 3½  | 3   | 3   | 4½  | 5   |     | 3   | 5   | 5   |
| 10.        | KS Konstal Chorzów      | 1½  | 1½  | 2½  | 3½  | 3   | 4   | 4   | 2½  | 5   |     | 4½  | 5½  |
| 11.        | BKS Budowlani Bydgoszcz | 2   | 2   | 2   | 2   | 1½  | 3   | 3   | 4   | 3   | 3½  |     | 8   |
| 12.        | GKS Bytom               | 2½  | 2½  | 3½  | 4   | 4   | 3   | 0   | 3½  | 3   | 2½  | 0   |     |

Anmerkung: Bytom verlor gegen Gdańsk und Bydgoszcz kampflos.

## Die Meistermannschaft
| 1.            | KKS Polonia Warszawa |
| Schachfiguren | Janusz Szukszta, Stanisław Gawlikowski, Janusz Szpotański, Andrzej Filipowicz, Natan Borowski, Andrzej Adamski, Jan Adamski, Grażyna Piszczyk, Waldemar Kurowski, Zygmunt Burakowski. |